# John Bani
John Bennett Bani (ur. 1 lipca 1941) – vanuacki polityk i duchowny anglikański z wyspy Pentecost, prezydent tego kraju od 25 marca 1999 do 24 marca 2004, członek konserwatywnej Unii Partii Umiarkowanych.